# Szpęgawsk

## Geographie

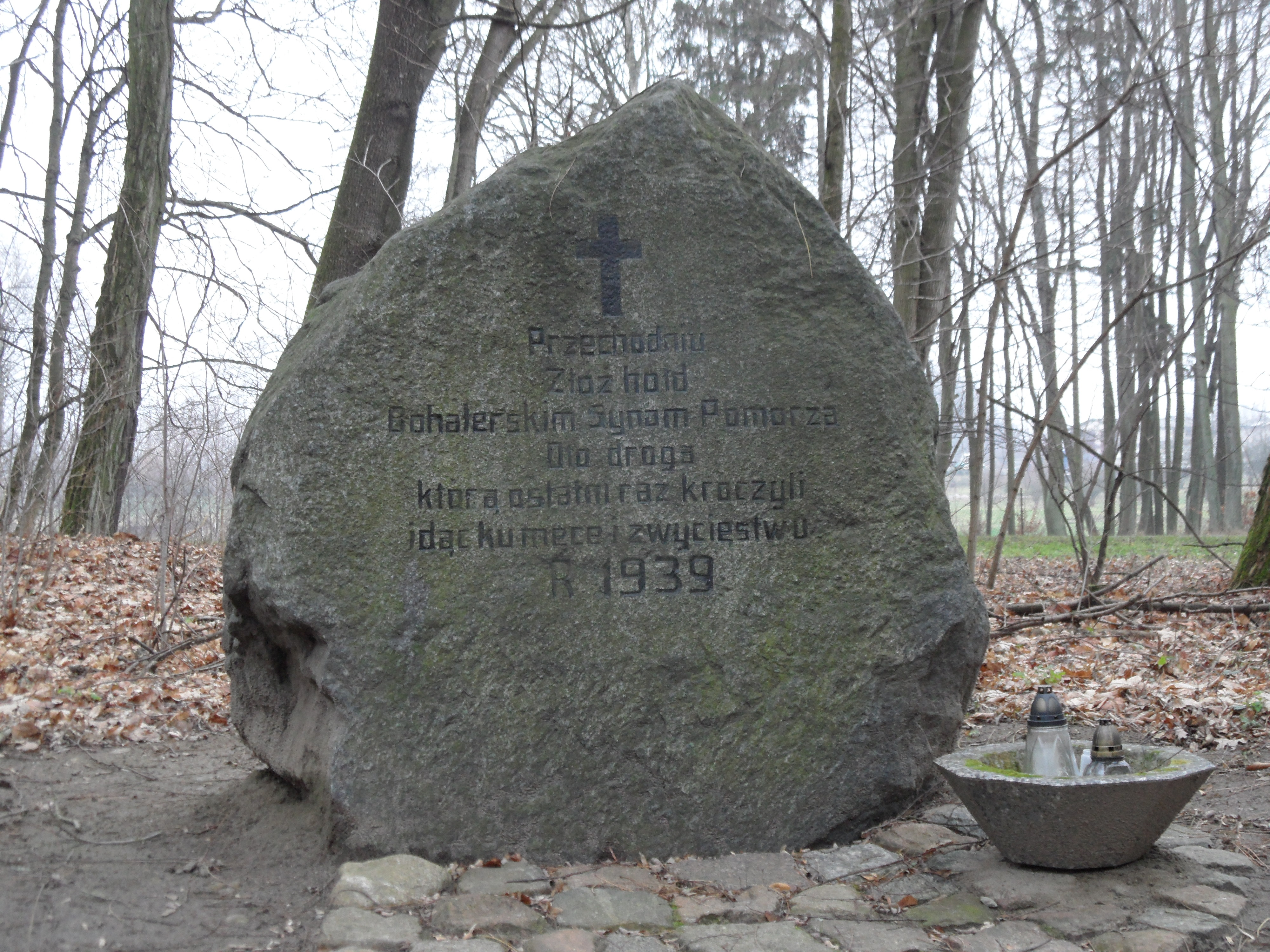

Szpęgawsk [ˈʂpɛnɡafsk] (deutsch bis 1920 Spengawsken, 1942–1945  Pangau) ist ein Dorf in der Landgemeinde Starogard Gdański im Powiat Starogardzki (Preußisch Stargard) in der Woiwodschaft Pommern, Polen. Es liegt etwa 7 km nordöstlich von Starogard Gdański und etwa 42 km südlich von Danzig an der Bahnstrecke Tczew–Küstrin-Kietz. Das Dorf befindet sich in der ethnokulturellen Region Kociewie in der historischen Region Pommern.

## Geschichte
Szpęgawsk/Spengawsken hieß in früheren Zeiten Pangow. In seinem Beitrag über die Polonisirung des Landes beschreibt der Heimatforscher Bernhard Stadie das Dorf so:

„Spengawsken, am See Panga gelegen. 1341 im Privilegium von Riwalde als Spengawsk aufgeführt. 1342 im großen Olivaer Privilegium unter dem Namen Pangow aufgeführt (Script. rer. Prusss. I. 671). Der Name von panga oder panca das im Wendischen einen Wasserbehälter, kleinen See bedeutet, davon ist eine adjective Form abgeleitet Pankowa oder Pangowa auch Spangowa, d. h. das von dem Wasserbehälter, hier See, herrührende, herkommende; hier also der kleine Fluß, der aus dem See fließt, sich in den Lübschauer See ergießt und nach seinem Austritt Mottlau heißt.“

1864 wurde Spengawsken als Fideicommiß-Gut bezeichnet.

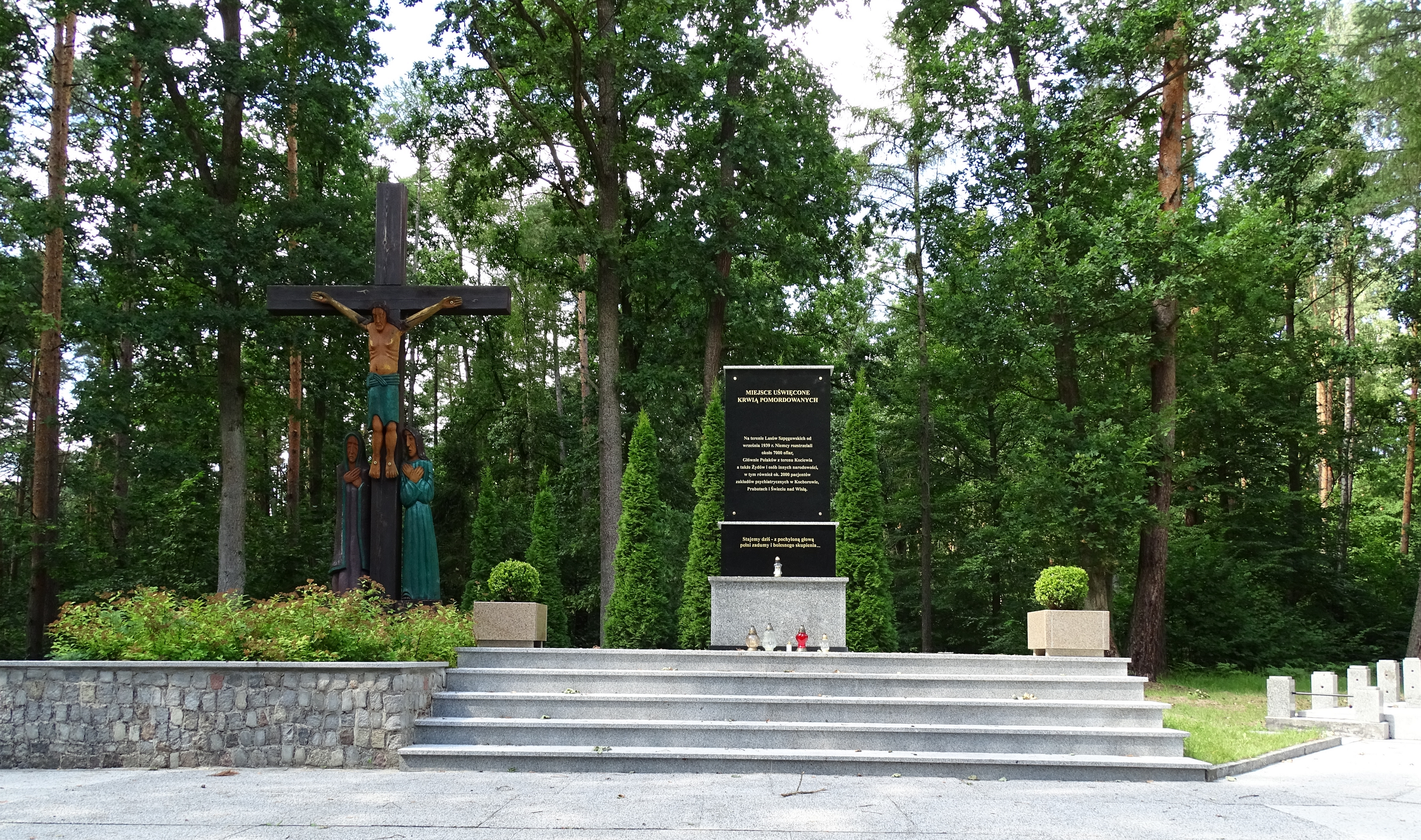
Gedenkstätte zur Erinnerung an die Verbrechen im Wald bei Szpęgawsk

Im westlich gelegenen Wald bei Szpęgawsk wurden von deutschen Besatzern von September 1939 bis Januar 1940 etwa 5000 bis 7000 Menschen ermordet.
Im Zeitraum 1975–1998 gehörte Szpęgawsk zur Woiwodschaft Danzig.

## Persönlichkeiten
- Elisabeth Freiin von Paleske (* 17. Mai 1842 in Szpęgawsk; † 1925 in Waldburg), verw. Freifrau von Wrangel, Ehefrau des preußischen Oberstleutnants Ludwig Erdmann (1842–1923)
- Eduard Hartung (* 15. Mai 1866 in Szpęgawsk; † 1939 in Jena), deutscher Landschaftsmaler und Impressionist
- Georg Klemens Berthold (* 10. August 1868 in Szpęgawsk), Königlich preußischer Landgerichtsrat
- Johannes Dombrowski (* 26. Dezember 1888 in Szpęgawsk; † 1943 in Berlin), Opfer des Nationalsozialismus, am 5. Oktober 1943 wegen angeblicher Wehrkraftzersetzung im Strafgefängnis Plötzensee ermordet, Stolperstein in Berlin-Neukölln
- Bogdan Wenta (* 19. November 1961 in Szpęgawsk), polnischer Politiker sowie früherer Handballnationalspieler und -trainer